# Lasocin (Kielce)
Pour les articles homonymes, voir Lasocin.
Lasocin est une localité polonaise de la gmina de Łopuszno, située dans le powiat de Kielce en voïvodie de Sainte-Croix.